# Prunus davidiana
Espèce
Classification phylogénétique
Variétés de rang inférieur
- P. d. var. davidiana
- P. d. var. potaninii

Prunus davidiana est une espèce de plantes à fleurs de la famille des Rosaceae.  Il est proche du pêcher (Prunus persica) et est parfois appelé Pêcher sauvage.
C'est un arbuste originaire de Chine.